# جیرو ساتو (بازیگر)
جیرو ساتو (انگلیسی: Jiro Sato؛ زادهٔ ۷ مهٔ ۱۹۶۹) بازیگر، فیلم‌نامه‌نویس اهل ژاپن است.
از فیلم‌ها یا برنامه‌های تلویزیونی که وی در آن نقش داشته‌است می‌توان به دفتر مرگ، ۱۳ ارباب شوگون اشاره کرد.